# Bogumiła Dziekan
Bogumiła Dziekan (ur. 10 kwietnia 1933 w Chełmnie, zm. 25 października 2014 w Warszawie) – polska pisarka.
Ukończyła szkołę średnią. W latach 1955–1968 była inspektorką Domu Kultury (Bydgoszcz). Debiutowała na łamach miesięcznika "Pomorze" jako prozaik. Od 1968 r. mieszkała w Warszawie.

## Twórczość - tomy opowiadań
- Sady w dolinie (1968)
- Smugi na wodzie (1971)
- Podwójne urzeczenie (1974)
- Zostawię ci piękny most (1975)
- Koniec szczęśliwej epoki (1979)
- Godzina Drummelbacha (2009)
- Cztery łapy szczęścia (2011) - zbiór niepublikowanych opowiadań